# Tolpia atripuncta
Tolpia atripuncta là một loài bướm đêm trong họ Erebidae.